# Kreypau
Kreypau este o comună din landul Saxonia-Anhalt, Germania.